# Radio Marija
Radio Marija je misionarska radijska postaja. Misija postajâ koje djeluju pod tim imenom je širenje porukâ kojima se poziva vjernike "na učvršćenje vjere, a osobe udaljene od Boga na obraćenje."
Neprofitna je organizacija i sukladno tom svom pristupu, u njenom programu nema reklamnih i promidžbenih sadržaja.

## Povijest
Zamisao i početci djelovanja Radio Marije je niknula u Italiji 1983. u župi Erba u provinciji Como. 

Četiri godine poslije, projekt dobiva na snazi registriranjem građanske udruge Radio Marije. Projekt se potom širi diljem Italije. 

## Raširenost
Postaje iz ovog međunarodnog projekta u svom uređivačkom programu imaju zajedničke osobine, ali su i prilagođene posebnosti država u kojima se program tih postaja emitira.
Postaje iz ovog međunarodnog projekta djeluju diljem svijeta, u 41 državi (po stanju iz ožujka 2008.). U svakoj državi u kojoj emitira Radio Marija djeluju istoimene udruge na nacionalnoj razini, koje su međunarodno povezane preko Svjetske obitelji Radio Marija (eng. krat. WFRM), utemeljene 1998.
Postaje djeluju u sljedećim državama: Italija, Hrvatska, Filipini, Srbija... 
Glavni inicijator i osnivač, ujedno i prvi predsjednik Udruge Radio Marije za Hrvatsku je fra Smiljan Dragan Kožul. Aktivno sudjeluje u programu Radio Marije od samog početka, a posebno kao voditelj emisije “Svećenik pravnik savjetuje“.
U Hrvatskoj je urednik od 2000. godine pater Stjepan Fridl.

## Medijsko pokriće
- HosanaFest